# Maksim Staviski
Maksim Staviski (in bulgaro Максим Стависки?, in russo Максим Евгеньевич Ставиский?, Maksim Evgen'evič Staviskij; Rostov sul Don, 16 novembre 1977) è un ex danzatore su ghiaccio russo naturalizzato bulgaro.
Insieme alla sua partner Albena Denkova ha vinto il Campionato del mondo nel 2006 e nel 2007.

## Palmarès
| Risultati                     | Risultati      | Risultati      | Risultati      | Risultati      | Risultati      | Risultati      | Risultati      | Risultati      | Risultati      | Risultati      | Risultati      |
| Internazionali                | Internazionali | Internazionali | Internazionali | Internazionali | Internazionali | Internazionali | Internazionali | Internazionali | Internazionali | Internazionali | Internazionali |
| Evento                        | 1996–97        | 1997–98        | 1998–99        | 1999–00        | 2000–01        | 2001–02        | 2002–03        | 2003–04        | 2004–05        | 2005–06        | 2006–07        |
| ----------------------------- | -------------- | -------------- | -------------- | -------------- | -------------- | -------------- | -------------- | -------------- | -------------- | -------------- | -------------- |
| Giochi olimpici invernali     |                | 18°            |                |                |                | 7°             |                |                |                | 5°             |                |
| Campionati mondiali           | 19°            | 17°            | 11°            | R              | 10°            | 5°             | 3°             | 2°             | 5°             | 1°             | 1°             |
| Campionati europei            | 17°            | 16°            | 9°             | R              | 8°             | 6°             | 2°             | 2°             | R              |                | 3°             |
| GP Finale                     |                |                |                |                |                |                | 3°             | 2°             | 3°             |                | 1°             |
| GP Cup of Russia              |                |                |                |                | 5°             |                | 3°             |                |                |                |                |
| GP Lalique/Bompard            |                |                |                |                |                | 4°             |                | 1°             | 2°             |                | 1°             |
| GP NHK Trophy                 |                |                |                | 6°             |                | 3°             |                | 1°             | 1°             | 2°             |                |
| GP Skate America              |                |                |                |                |                |                |                |                |                |                | 1°             |
| GP Skate Canada               |                |                | 5°             |                |                | 4°             | 2°             | 1°             |                |                |                |
| GP Spark./Bofrost             |                |                | 6°             | 3°             |                |                | 1°             |                |                |                |                |
| Bofrost                       |                |                |                |                |                |                |                |                | 1°             |                |                |
| Finlandia Trophy              |                |                | 1°             | 1°             | 1°             | 1°             |                | 1°             |                |                |                |
| Golden Spin                   |                |                |                | 2°             |                |                |                |                |                |                |                |
| Karl Schäfer Memorial         |                |                | 1°             |                |                |                |                |                |                |                |                |
| Nebelhorn Trophy              |                | 3°             |                |                |                |                |                |                |                |                |                |
| Skate Israel                  |                | 2°             |                |                |                |                |                |                |                |                |                |
| Polish FSA Trophy             | 3°             |                |                |                |                |                |                |                |                |                |                |
| Nazionali                     |                |                |                |                |                |                |                |                |                |                |                |
| Campionati bulgari            | 1°             | 1°             | 1°             | 1°             | 1°             | 1°             | 1°             | 1°             | 1°             | 1°             | 1°             |
| GP = Grand Prix; R = Ritirati |                |                |                |                |                |                |                |                |                |                |                |